# 红桥市场
红桥市场，位于北京市东城区天坛路9号，是北京市知名的珍珠珠宝市场。

## 简介

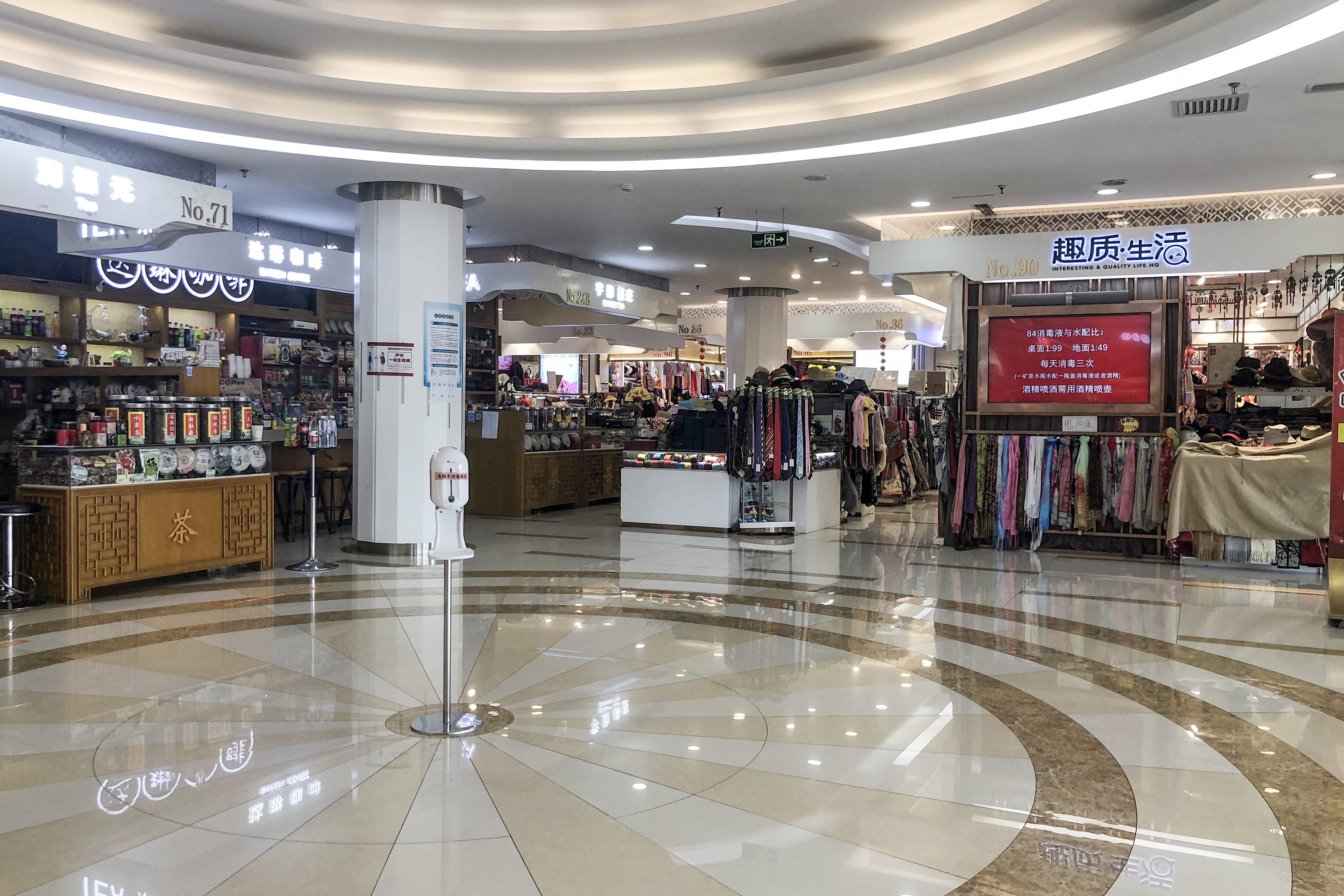
红桥市场入口大堂

1978年底，中共十一届三中全会后，中华人民共和国农村开始实行改革，北京郊区农民得以公开将剩余产品带到北京城里沿街出售，蔬菜、鸡蛋、花生米、活鸡、活鸭都是他们出售的商品。1979年9月，为将沿街叫卖农副产品的农民管理起来，崇文区工商局经崇文区人民政府同意，在磁器口划出一块地方，让进城的农民摆摊，形成早市。这是红桥市场最早的前身。
1980年初，为解决大批插队知识青年返城后的就业安置，并解决早市扰民问题，崇文区工商局将位于磁器口的马路市场迁移到天坛公园外的东北坛墙下（此地的地名叫“红桥”），沿着半弧形的天坛坛墙设摊，形成了面积5000平方米的红桥农贸市场。1986年3月，红桥农贸市场管理所为给市场内的个体商贩提供更优良的经营条件，将管理费全部投入到市场建设中，在市场内建成了封闭式及半封闭式的商棚，并开始推行区域化管理。1986年，红桥农贸市场成为全北京市首个封闭式集贸市场。当时该市场除了经营农副产品，还经营日杂用品、花卉、服装等等。后来该市场又引进了肉类销售，成为北京市首个销售鲜肉的市场。1990年代初，红桥市场自身又做了商业调整，主营小百货批发和海鲜。
1992年，为保护天坛坛墙的历史风貌，根据中共北京市委、北京市人民政府“退路露墙”、展示古都风貌的要求，中共崇文区委、崇文区人民政府决定在法华寺敬业西里兴建一座带有民族风格的集贸商厦——红桥市场。1995年1月28日，新的红桥市场正式营业。新的红桥市场位于老市场的东边，即从天坛路的西侧搬到了东侧，并从老市场的简易大棚搬进了新市场的多层商厦。
迁入新楼后，红桥市场仍以地下商场出售的海鲜水产而闻名。红桥市场的副食品深受北京南城居民的喜爱。但此后红桥市场逐渐进行了转型升级。2004年，红桥市场将五层酒楼改营珍珠。2005年9月举办“首届北京国际珍珠文化节”。2006年，对三层北厅经营工艺品的商户进行调整，改造后主营珍珠。
2008年前夕，为迎接2008年北京奥运会，红桥市场又进行了大规模整体提升，200多户水产商户撤市，疏散了1000多人。水产商户撤市后的红桥市场随即全面升级改造。改造后的红桥市场成为全球最大的珍珠零售商厦。截至2015年，红桥市场已接待近百个国家6000多人次的政要和使节，包括英国前首相撒切尔夫人、瑞典首相佩尔松、美国前总统卡特及老布什夫妇、美国第一夫人劳拉·布什、美国前国务卿奥尔布赖特、俄罗斯总统普京夫人等。外国顾客将红桥市场称为“Hong Qiao Pearl Market”（红桥珍珠市场）。
2015年，按照北京市及东城区（2010年崇文区和东城区合并成新的东城区）两级政府关于东城区非首都功能疏解和城市瘦身健体、升级转型的要求，红桥市场计划疏解低端小商户200户（涉及400人）。随后计划在2016年和2017年各疏解50户，从2015年到2017年三年内共疏解300户（涉及600人）。2015年7月4日起，工商部门停止办理红桥市场个体户的营业执照，推进商户“个改企”工作，使红桥市场的个体工商户改制为公司。红桥市场清退了小商品、箱包、服装等与珠宝关系小的摊位，主打珍珠珠宝产业，在原有的珠宝鉴定中心之外，新建了珠宝定制中心、珠宝设计中心、珠宝体验中心，并计划逐步成为“原创珠宝设计中心”及“国际珠宝交易中心”。